# 장윤현
장윤현(1967년 7월 11일 ~ )은 대한민국의 영화 감독이다.

## 출신학교
- 한양대학교 전기공학과

## 작품
- 《가비》 (Gabi, 2012년)
- 《황진이》 (Hwang Jin Yi, 2007년)
- 《썸》 (Some, 2004년)
- 《텔 미 썸딩》 (Tell Me Something, 1999년)
- 《접속》 (The Contact, 1997년)

## 수상내역
- 1997년 제35회 대종상영화제 신인감독상
- 1998년 제18회 한국영화평론가협회상 신인감독상
- 2014년 제34회 황금촬영상 감독상